# Refugee
«Refugee» — песня, записанная американской рок-группой Tom Petty and the Heartbreakers. Была выпущена в виде второго сингла альбома Damn the Torpedoes. Песня достигла 15 места в чарте Billboard Hot 100 1980 года. В песне присутствует 32-тактовая форма.

## Кавер-версии
В 2005 году эту песню перепела Мелисса Этеридж для своего сборника Greatest Hits: The Road Less Traveled. Данная перепевка достигла 96 места в чарте Billboard Pop 100. Также эту песню исполняли Vains of Jenna, «Элвин и бурундуки» и The Gaslight Anthem.

## Участники записи
- Том Петти — ведущий вокал, гитара
- Майк Кэмпбелл — соло-гитара, аккордеон, акустическая гитара
- Бенмонт Тенч[англ.] — орган, фортепиано, бэк-вокал
- Стэн Линч[англ.] — ударные, бэк-вокал
- Рон Блейр[англ.] — бас-гитара
- Джим Келтнер — шейкер

## Позиция в чартах
| Чарт (1980)                        | Высшая позиция |
| ---------------------------------- | -------------- |
| Australia KMR                      | 24             |
| Бельгия/Фландрия (Ultratop 50)     | 23             |
| Canada Top Singles (RPM)           | 2              |
| Нидерланды (Dutch Top 40)          | 24             |
| Новая Зеландия (Recorded Music NZ) | 3              |
| U.S. Billboard Hot 100             | 15             |
| U.S. Cash Box Top 100              | 11             |

| Чарт (1980)            | Позиция |
| ---------------------- | ------- |
| Австралия              | 115     |
| Канада                 | 18      |
| Новая Зеландия         | 29      |
| U.S. Billboard Hot 100 | 100     |
| U.S. Cash Box          | 85      |